# Лія (Цаленджіхський муніципалітет)
Лія (груз. ლია) — село в Грузії.
За даними перепису населення 2014 року в селі проживає 1523 особи.